# Dinotoperla leonardi
Dinotoperla leonardi är en bäcksländeart som beskrevs av Günther Theischinger 1982. Dinotoperla leonardi ingår i släktet Dinotoperla och familjen Gripopterygidae. Inga underarter finns listade i Catalogue of Life.